# امپراتور گو-یوزی
امپراتور گو-یوزی (به ژاپنی: 後陽成天皇 Go-Yōzei)؛ زاده ۳۱ دسامبر ۱۵۷۱ درگذشته ۹ مه، ۱۶۱۱) صد و هفتمین امپراتور ژاپن در دوره آزوچی–مومویاما و اوایل دوره ادو بود.

## فرزندان
شاهزاده کاتاهیتو
شاهزاده شوکو
شاهزاده شوکای
ریوتوین نو مویا
شاهزاده سیشی
شاهزاده بونکو
شاهزاده کوتوهیتو
شاهزاده سون-ای
کونوی نوبوهیرو
شاهزاده توشیاسو
شاهزاده تسونیشی
شاهزاده یوشی-هیتو
شاهزاده ریوجون
ایچیجو آکیوشی
شاهزاده تیشی
شاهزاده موروچیکا
شاهزاده ایشو
کو او این-نو-میا
ری اون این-نو-میا
شاهزاده دوکو
کو کاین-نو-میا
شاهزاده دوشو
شاهزاده سونسی
شاهزاده سون-رن
شاهزاده جی'این